# Bañares
Bañares è un comune spagnolo di 389 abitanti situato nella comunità autonoma di La Rioja.